# Championnat de Russie de football de troisième division 1994
Navigation
Édition précédente Édition suivante
La saison 1994 de la Vtoraïa Liga est la troisième édition de la troisième division russe.
Soixante-deux clubs du pays sont divisés en quatre zones géographiques (Centre, Est, Ouest et Sibérie) contenant entre neuf et vingt-deux équipes chacune, où ils s'affrontent deux à quatre fois, à domicile et à l'extérieur. En fin de saison, un nombre variable d'équipes dans chaque zone est relégué en quatrième division, tandis que les deux premiers des zones Centre et Ouest sont directement promus en deuxième division. Les deux vainqueurs des zones Est et Sibérie s'affrontent quant à eux dans le cadre d'un barrage de promotion pour déterminer le dernier promu.

## Compétition

### Règlement
Le classement est établi sur le barème de points suivant : deux points pour une victoire, un pour un match nul et aucun pour une défaite. Pour départager les équipes à égalité de points, les critères suivants sont utilisés :
1. Nombre de matchs gagnés
2. Confrontations directes (points, matchs gagnés, différence de buts, buts marqués, buts marqués à l'extérieur)
3. Différence de buts générale
4. Buts marqués (général)
5. Buts marqués à l'extérieur (général)

### Zone Centre

#### Participants
Légende des couleurs
- Relégué de deuxième division

| Club                    | D3 depuis | Classement 1993 |
| ----------------------- | --------- | --------------- |
| Rubin Kazan             | 1994      | 8 (D2, Centre)  |
| Lada Dimitrovgrad       | 1994      | 9 (D2, Centre)  |
| Torpedo Voljski         | 1994      | 10 (D2, Centre) |
| Gazovik-Gazprom Ijevsk  | 1994      | 11 (D2, Centre) |
| Ouralets Nijni Taguil   | 1994      | 12 (D2, Centre) |
| Svetotekhnika Saransk   | 1994      | 13 (D2, Centre) |
| Droujba Iochkar-Ola     | 1994      | 14 (D2, Centre) |
| Spartak Riazan          | 1994      | 15 (D2, Centre) |
| Metallourg Magnitogorsk | 1994      | 16 (D2, Centre) |
| Torpedo Miass           | 1994      | 18 (D2, Centre) |
| Torpedo Arzamas         | 1992      | 1 (zone 3)      |
| Devon Oktiabrski        | 1992      | 1 (zone 6)      |
| Zvezda Gorodichtche     | 1992      | 2 (zone 2)      |
| Arsenal Toula           | 1992      | 2 (zone 3)      |
| Metallourg Novotroïtsk  | 1992      | 2 (zone 6)      |
| Irguiz Balakovo         | 1992      | 3 (zone 3)      |
| Viatka Kirov            | 1993      | 3 (zone 6)      |
| FK Obninsk              | 1993      | 4 (zone 4)      |

#### Classement
| Rang | Équipe                    | Pts | J  | G  | N  | P  | Bp | Bc | Diff |
| ---- | ------------------------- | --- | -- | -- | -- | -- | -- | -- | ---- |
| 1    | Torpedo Voljski R         | 50  | 32 | 23 | 4  | 5  | 84 | 28 | +56  |
| 2    | Torpedo Arzamas           | 48  | 32 | 23 | 2  | 7  | 60 | 31 | +29  |
| 3    | Gazovik-Gazprom Ijevsk    | 47  | 32 | 20 | 7  | 5  | 50 | 20 | +30  |
| 4    | Torpedo Riazan R          | 43  | 32 | 16 | 11 | 5  | 43 | 24 | +19  |
| 5    | Metallourg Novotroïtsk    | 42  | 32 | 18 | 6  | 8  | 47 | 32 | +15  |
| 6    | Lada Dimitrovgrad R       | 40  | 32 | 17 | 6  | 9  | 41 | 25 | +16  |
| 7    | Zvezda Gorodichtche       | 37  | 32 | 16 | 5  | 11 | 61 | 41 | +20  |
| 8    | Ouralets Nijni Taguil R   | 37  | 32 | 16 | 5  | 11 | 49 | 34 | +15  |
| 9    | Arsenal Toula             | 35  | 32 | 14 | 7  | 11 | 47 | 33 | +14  |
| 10   | Torpedo Miass R           | 32  | 32 | 13 | 6  | 13 | 25 | 28 | -3   |
| 11   | Metallourg Magnitogorsk R | 28  | 32 | 9  | 10 | 13 | 41 | 54 | -13  |
| 12   | Svetotekhnika Saransk R   | 25  | 32 | 6  | 13 | 13 | 21 | 39 | -18  |
| 13   | Devon Oktiabrski          | 20  | 32 | 8  | 4  | 20 | 28 | 46 | -18  |
| 14   | Viatka Kirov              | 19  | 32 | 6  | 7  | 19 | 31 | 54 | -23  |
| 15   | Rubin Kazan R             | 16  | 32 | 6  | 4  | 22 | 15 | 65 | -50  |
| 16   | FK Obninsk                | 15  | 32 | 4  | 7  | 21 | 21 | 62 | -41  |
| 17   | Droujba Iochkar-Ola R     | 10  | 32 | 3  | 4  | 25 | 17 | 65 | -48  |
| 18   | Irguiz Balakovo           | 0   | 0  | 0  | 0  | 0  | 0  | 0  | 0    |

Promotion en deuxième division
- 1er et 2e : promotion

Relégation en quatrième division
- 17e : relégation
- 14e : rétrogradation
- 18e : abandon

Abréviations
- R : Relégué de deuxième division

1. ↑  Le Viatka Kirov se retire de la compétition à l'issue de la saison.
2. ↑  L'Irguiz Balakovo se retire de la compétition à l'issue de la septième journée. L'intégralité de ses résultats sont annulés.

### Zone Est

#### Participants
Légende des couleurs
- Relégué de deuxième division
- Promu de quatrième division

| Club                           | D3 depuis | Classement 1993        |
| ------------------------------ | --------- | ---------------------- |
| Dinamo Iakoutsk                | 1994      | 7 (D2, Est)            |
| Metallourg Krasnoïarsk         | 1994      | 9 (D2, Est)            |
| Sakhaline Kholmsk              | 1994      | 10 (D2, Est)           |
| Kristall Nerioungri            | 1994      | 15 (D2, Est)           |
| SKA-Khabarovsk                 | 1994      | 16 (D2, Est)           |
| Angara Angarsk                 | 1992      | 1 (zone 7)             |
| Amour Blagovechtchensk         | 1993      | 12 (zone 7)            |
| Amour Komsomolsk-sur-l'Amour   | 1993      | 13 (zone 7)            |
| Avtomobilist Ioujno-Sakhalinsk | 1994      | 2 (D4, Extrême-Orient) |

#### Classement
| Rang | Équipe                           | Pts | J  | G  | N | P  | Bp | Bc  | Diff |
| ---- | -------------------------------- | --- | -- | -- | - | -- | -- | --- | ---- |
| 1    | Dinamo Iakoutsk R                | 50  | 32 | 22 | 6 | 4  | 69 | 24  | +45  |
| 2    | Angara Angarsk                   | 47  | 32 | 22 | 3 | 7  | 66 | 36  | +30  |
| 3    | Sakhaline Kholmsk R              | 44  | 32 | 20 | 4 | 8  | 87 | 38  | +49  |
| 4    | Metallourg Krasnoïarsk R         | 42  | 32 | 19 | 4 | 9  | 73 | 33  | +40  |
| 5    | Amour Blagovechtchensk           | 32  | 32 | 13 | 6 | 13 | 46 | 53  | -7   |
| 6    | SKA-Khabarovsk R                 | 30  | 32 | 13 | 4 | 15 | 51 | 47  | +4   |
| 7    | Kristall Nerioungri R            | 21  | 32 | 9  | 3 | 20 | 33 | 58  | -25  |
| 8    | Avtomobilist Ioujno-Sakhalinsk P | 14  | 32 | 5  | 4 | 23 | 28 | 101 | -73  |
| 9    | Amour Komsomolsk-sur-l'Amour     | 8   | 32 | 2  | 4 | 26 | 17 | 80  | -63  |

Promotion en deuxième division
- 1er : barrage de promotion

Relégation en quatrième division
- 8e et 9e : rétrogradation

Abréviations
- P : Promu de quatrième division
- R : Relégué de deuxième division

### Zone Ouest

#### Participants
Légende des couleurs
- Relégué de deuxième division

| Club                        | D3 depuis | Classement 1993 |
| --------------------------- | --------- | --------------- |
| Fakel Voronej               | 1994      | 9 (D2, Ouest)   |
| Metallourg Lipetsk          | 1994      | 10 (D2, Ouest)  |
| Terek Grozny                | 1994      | 11 (D2, Ouest)  |
| Gekris Anapa                | 1994      | 12 (D2, Ouest)  |
| Torpedo Taganrog            | 1994      | 13 (D2, Ouest)  |
| Kolos Krasnodar             | 1994      | 14 (D2, Ouest)  |
| Kouban Krasnodar            | 1994      | 15 (D2, Ouest)  |
| Spartak Naltchik            | 1994      | 16 (D2, Ouest)  |
| Tekstilchtchik Ivanovo      | 1994      | 17 (D2, Ouest)  |
| FK Orekhovo-Zouïevo         | 1994      | 18 (D2, Ouest)  |
| Dinamo Vologda              | 1994      | 19 (D2, Ouest)  |
| Anji Makhatchkala           | 1992      | 1 (zone 1)      |
| Saliout Belgorod            | 1993      | 1 (zone 2)      |
| Vympel Rybinsk              | 1992      | 1 (zone 5)      |
| Kavkazkabel Prokhladny      | 1992      | 2 (zone 1)      |
| Avangard-Kortek Kolomna     | 1992      | 2 (zone 4)      |
| Erzi Petrozavodsk           | 1992      | 2 (zone 5)      |
| Dinamo Makhatchkala         | 1993      | 3 (zone 1)      |
| Lokomotiv Saint-Pétersbourg | 1992      | 3 (zone 5)      |
| Iriston Vladikavkaz         | 1993      | 4 (zone 1)      |
| Venets Goulkevitchi         | 1992      | 4 (zone 2)      |
| Trion-Volga Tver            | 1993      | 4 (zone 5)      |

#### Classement
| Rang | Équipe                      | Pts | J  | G  | N  | P  | Bp  | Bc  | Diff |
| ---- | --------------------------- | --- | -- | -- | -- | -- | --- | --- | ---- |
| 1    | Fakel Voronej R             | 62  | 40 | 28 | 6  | 6  | 89  | 25  | +64  |
| 2    | Kolos Krasnodar R           | 61  | 40 | 29 | 3  | 8  | 105 | 47  | +58  |
| 3    | Spartak Naltchik R          | 59  | 40 | 28 | 3  | 9  | 98  | 33  | +65  |
| 4    | Tekstilchtchik Ivanovo R    | 59  | 40 | 26 | 7  | 7  | 93  | 42  | +51  |
| 5    | Spartak Anapa R             | 54  | 40 | 23 | 8  | 9  | 71  | 37  | +34  |
| 6    | Kouban Krasnodar R          | 52  | 40 | 23 | 6  | 11 | 83  | 44  | +39  |
| 7    | Metallourg Lipetsk R        | 49  | 40 | 22 | 5  | 13 | 63  | 49  | +14  |
| 8    | Lokomotiv Saint-Pétersbourg | 47  | 40 | 19 | 9  | 12 | 53  | 35  | +18  |
| 9    | Torpedo Taganrog R          | 47  | 40 | 18 | 11 | 11 | 53  | 40  | +13  |
| 10   | Anji Makhatchkala           | 43  | 40 | 19 | 5  | 16 | 57  | 41  | +16  |
| 11   | Vympel Rybinsk              | 36  | 40 | 14 | 8  | 18 | 44  | 46  | -2   |
| 12   | Kavkazkabel Prokhladny      | 35  | 40 | 14 | 7  | 19 | 46  | 70  | -24  |
| 13   | Saliout Belgorod            | 34  | 40 | 13 | 8  | 19 | 42  | 52  | -10  |
| 14   | Trion-Volga Tver            | 32  | 40 | 13 | 6  | 21 | 40  | 70  | -30  |
| 15   | Dinamo Vologda R            | 29  | 40 | 8  | 13 | 19 | 38  | 64  | -26  |
| 16   | Avangard-Kortek Kolomna     | 28  | 40 | 11 | 6  | 23 | 38  | 69  | -31  |
| 17   | Iriston Vladikavkaz         | 27  | 40 | 10 | 7  | 23 | 42  | 73  | -31  |
| 18   | Venets Goulkevitchi         | 25  | 40 | 9  | 7  | 24 | 35  | 76  | -41  |
| 19   | FK Orekhovo-Zouïevo R       | 21  | 40 | 7  | 7  | 26 | 32  | 78  | -46  |
| 20   | Dinamo Makhatchkala         | 19  | 40 | 9  | 1  | 30 | 29  | 102 | -73  |
| 21   | Terek Grozny R              | 19  | 40 | 7  | 5  | 28 | 22  | 86  | -64  |
| 22   | Erzi Petrozavodsk           | 0   | 0  | 0  | 0  | 0  | 0   | 0   | 0    |

Promotion en deuxième division
- 1er et 2e : promotion

Relégation en quatrième division
- 11e : rétrogradation
- 20e à 22e : abandon

Abréviations
- R : Relégué de deuxième division

1. 1 2  Le Dinamo Makhatchkala et le Terek Grozny sont tous deux exclus de la compétition à la moitié de la saison. Leurs matchs restants sont comptés comme des défaites sur tapis vert sur le score de 3-0 en faveur de l'adversaire.
2. ↑  L'Erzi Petrozavodsk est exclu de la compétition à l'issue de la seizième journée. L'intégralité de ses résultats sont annulés.

### Zone Sibérie

#### Participants
Légende des couleurs
- Relégué de deuxième division
- Promu de quatrième division

| Club                       | D3 depuis | Classement 1993 |
| -------------------------- | --------- | --------------- |
| Kouzbass Kemerovo          | 1994      | 6 (D2, Est)     |
| Metallourg Novokouznetsk   | 1994      | 11 (D2, Est)    |
| Tom Tomsk                  | 1994      | 12 (D2, Est)    |
| Dinamo Barnaoul            | 1994      | 13 (D2, Est)    |
| Tchkalovets Novossibirsk   | 1994      | 14 (D2, Est)    |
| Torpedo Roubtsovsk         | 1992      | 2 (zone 7)      |
| Politekhnik-92 Barnaoul    | 1992      | 3 (zone 7)      |
| Dinamo Omsk                | 1993      | 7 (zone 7)      |
| Chakhtior Kisseliovsk      | 1993      | 8 (zone 7)      |
| Agan Radoujny              | 1992      | 10 (zone 7)     |
| Motor Prokopievsk          | 1994      | 2 (D4, Sibérie) |
| Irtych Tobolsk             | 1994      | Fondation       |
| Samotlor-XXI Nijnevartovsk | 1994      | Fondation       |

#### Classement
| Rang | Équipe                       | Pts | J  | G  | N | P  | Bp | Bc | Diff |
| ---- | ---------------------------- | --- | -- | -- | - | -- | -- | -- | ---- |
| 1    | Tchkalovets Novossibirsk R   | 35  | 22 | 16 | 3 | 3  | 51 | 12 | +39  |
| 2    | Tom Tomsk R                  | 30  | 22 | 12 | 6 | 4  | 47 | 15 | +32  |
| 3    | Kouzbass Kemerovo R          | 29  | 22 | 13 | 3 | 6  | 38 | 19 | +19  |
| 4    | Dinamo Barnaoul R            | 27  | 22 | 11 | 5 | 6  | 21 | 18 | +3   |
| 5    | Irtych Tobolsk P             | 26  | 22 | 10 | 6 | 6  | 32 | 23 | +9   |
| 6    | Torpedo Roubtsovsk           | 25  | 22 | 9  | 7 | 6  | 31 | 30 | +1   |
| 7    | Metallourg Novokouznetsk R   | 21  | 22 | 7  | 7 | 8  | 29 | 28 | +1   |
| 8    | Dinamo Omsk                  | 19  | 22 | 8  | 3 | 11 | 31 | 39 | -8   |
| 9    | Motor Prokopievsk P          | 19  | 22 | 7  | 5 | 10 | 16 | 33 | -17  |
| 10   | Samotlor-XXI Nijnevartovsk P | 17  | 22 | 6  | 5 | 11 | 17 | 29 | -12  |
| 11   | Chakhtior Kisseliovsk        | 9   | 22 | 2  | 5 | 15 | 24 | 67 | -43  |
| 12   | Politekhnik-92 Barnaoul      | 7   | 22 | 2  | 3 | 17 | 11 | 35 | -24  |
| 13   | Agan Radoujny                | 0   | 0  | 0  | 0 | 0  | 0  | 0  | 0    |

Promotion en deuxième division
- 1er : barrage de promotion

Relégation en quatrième division
- 11e et 12e : relégation
- 13e : abandon

Abréviations
- P : Promu de quatrième division
- R : Relégué de deuxième division

1. ↑  L'Agan Radoujny se retire de la compétition à l'issue de la troisième journée. L'intégralité de ses résultats sont annulés.

### Barrage de promotion
Le Dinamo Iakoutsk, vainqueur de la zone Est, et le Tchkalovets Novossibirsk, vainqueur de la zone Sibérie, s'affrontent en fin de saison dans le cadre d'un barrage aller-retour dont le vainqueur obtient l'accession en deuxième division. À l'issue de la confrontation, le Tchkalovets Novossibirsk l'emporte sur le score cumulé de 3-2 et obtient sa promotion en deuxième division pour la saison 1995.
| Équipe                | Aller | Total | Retour | Équipe                             |
| --------------------- | ----- | ----- | ------ | ---------------------------------- |
| Dinamo Iakoutsk (Est) | 2 - 1 | 2 - 3 | 0 - 2  | (Sibérie) Tchkalovets Novossibirsk |